# Maresciallo (Turchia)

Controspallina di maresciallo di Turchia

Maresciallo (in lingua turca: mareşal) è il grado più elevato nell'Esercito e dell'Aeronautica Militare della Turchia. Il grado equivale al rango di Maresciallo di campo in molti altri eserciti.
Il grado di maresciallo può essere conferito unicamente dall'Assemblea Nazionale solo ad un generale che abbia condotto vittoriosamente in battaglia un’armata in almeno tre battaglie.
Il grado corrispondente nella Marina turca è Büyükamiral, che letteralmente significa "grande ammiraglio" e viene conferito unicamente dall'Assemblea Nazionale e concesso solo ad un ammiraglio che abbia guidato con successo la vittoria di una grande flotta alla fine di una guerra. Il titolo non è stato mai concesso dopo la proclamazione della Repubblica.

## Storia
Le origini del grado di mareşal risalgono all'Impero ottomano e al corrispondente grado di Müşir (in arabo: مشير), titolo che nel corso della guerra d'indipendenza turca, venne conferito dalla Grande Assemblea Nazionale Turca a Mustafa Kemal e a Fevzi Çakmak i due soli generali nella storia della Repubblica Turca ad essere stati insigniti di questo titolo, che venne poi abolito con Legge n. 2590 del 26 novembre 1934 e sostituito con il grado di Mareşal , titolo che può essere concesso solo ad un generale che abbia condotto vittoriosamente in battaglia una armata in almeno tre battaglie e che dall'epoca della sua istituzione non è stato mai attribuito.
Mustafa Kemal venne insignito del titolo di Müşir per la vittoria nella Battaglia del Sakarya combattuta nel corso della guerra greco-turca, che costituì anche il prodromo della guerra d'indipendenza turca ed è considerata un punto determinante della guerra d'indipendenza turca.
Fevzi Çakmak venne insignito del titolo avendo preso parte alla battaglia di Dumlupınar ultima battaglia della guerra d'indipendenza turca, che pose fine alla guerra.
Mustafa Kemal e Fevzi Çakmak nel corso della guerra d'indipendenza turca sono stati rispettivamente comandante in capo e capo di stato maggiore delle forze del Governo della Grande assemblea nazionale turca.
Fevzi Çakmak è stato l'ultimo generale a cui è stato concesso questo titolo.
| Immagine | Nome                              | Conferimento      |
| -------- | --------------------------------- | ----------------- |
|          | Mustafa Kemal Atatürk (1881–1938) | 19 settembre 1921 |
|          | Fevzi Çakmak (1876–1950)          | 31 agosto 1922    |